# Státní svátky Spojených států amerických
Ve Spojených státech jsou státní svátky stanoveny federálními, státními a místními vládami. V těchto dnech jsou často uzavřeny vládní úřady a vládním zaměstnancům je poskytnuto placené volno. Federální vláda nevyžaduje, aby soukromé podniky v ten den zavřely nebo dali pracovníkům placené volno, takže zaměstnavatelé určují, které svátky dodržují. Několik federálních svátků je široce dodržováno soukromými podniky, patří mezi ně například Nový rok, Den nezávislosti, Svátek práce, Den díkůvzdání a Vánoce. Jiné federální svátky jsou v soukromé sféře dodržovány méně.

## Federální státní svátky

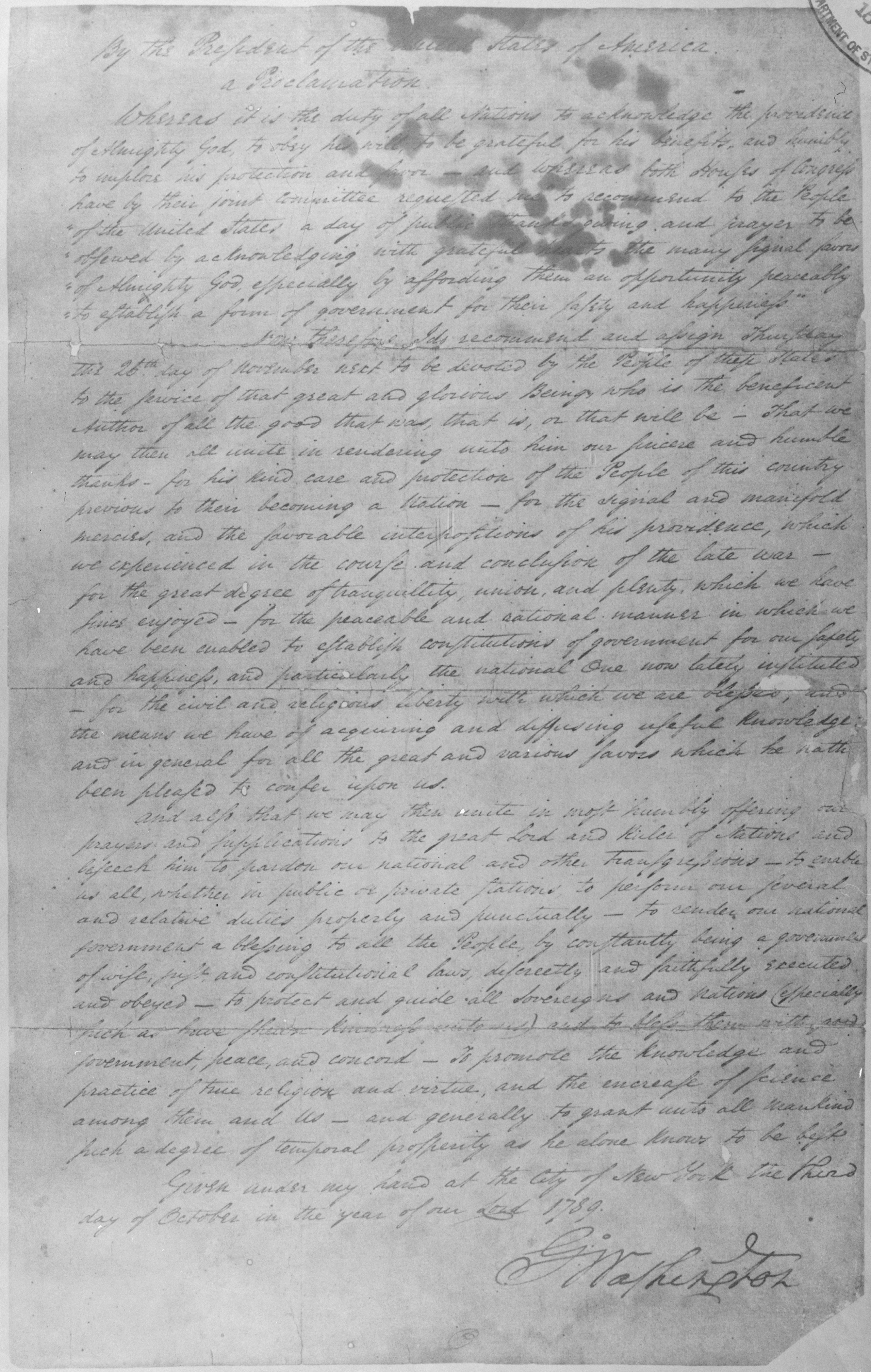
Prezidentská proklamace George Washingtona z 3. října 1789, která vyhlašuje Den díkůvzdání

Na federální úrovni je stanoveno 11 svátků:
1. Nový rok - 1. ledna
2. Narozeniny Martina Luthera Kinga - třetí pondělí v lednu
3. Narozeniny George Washingtona - třetí pondělí v únoru
4. Den obětí války - poslední pondělí v květnu
5. Den nezávislosti černochů - 19. června
6. Den nezávislosti - 4. července
7. Svátek práce - první pondělí v září
8. Kolumbův den - druhé pondělí v říjnu
9. Den veteránů - 11. listopadu
10. Den díkůvzdání - čtvrtý čtvrtek v listopadu
11. Vánoce - 25. prosince